# Finn Knudsen

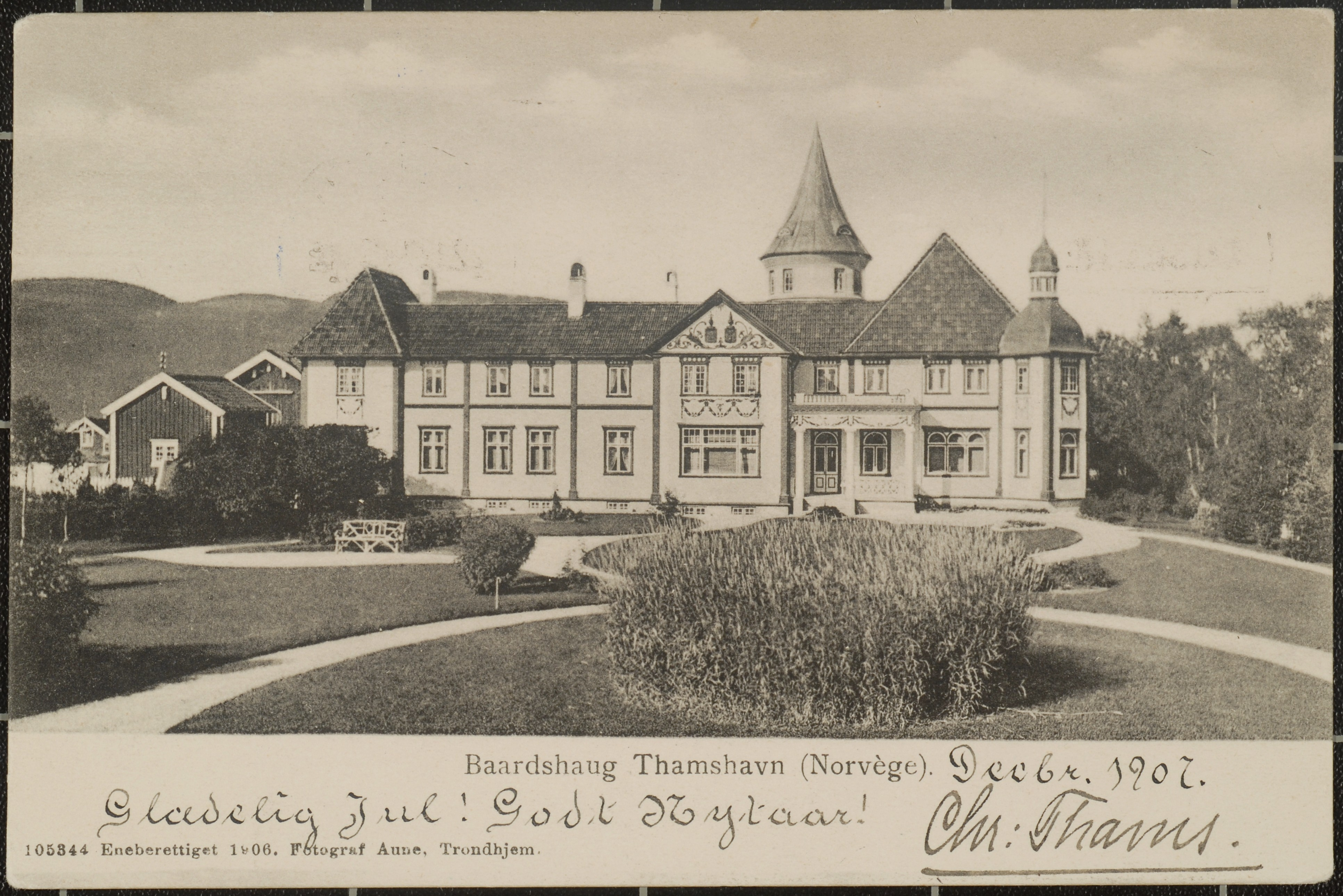
Bårdshaug in 1906

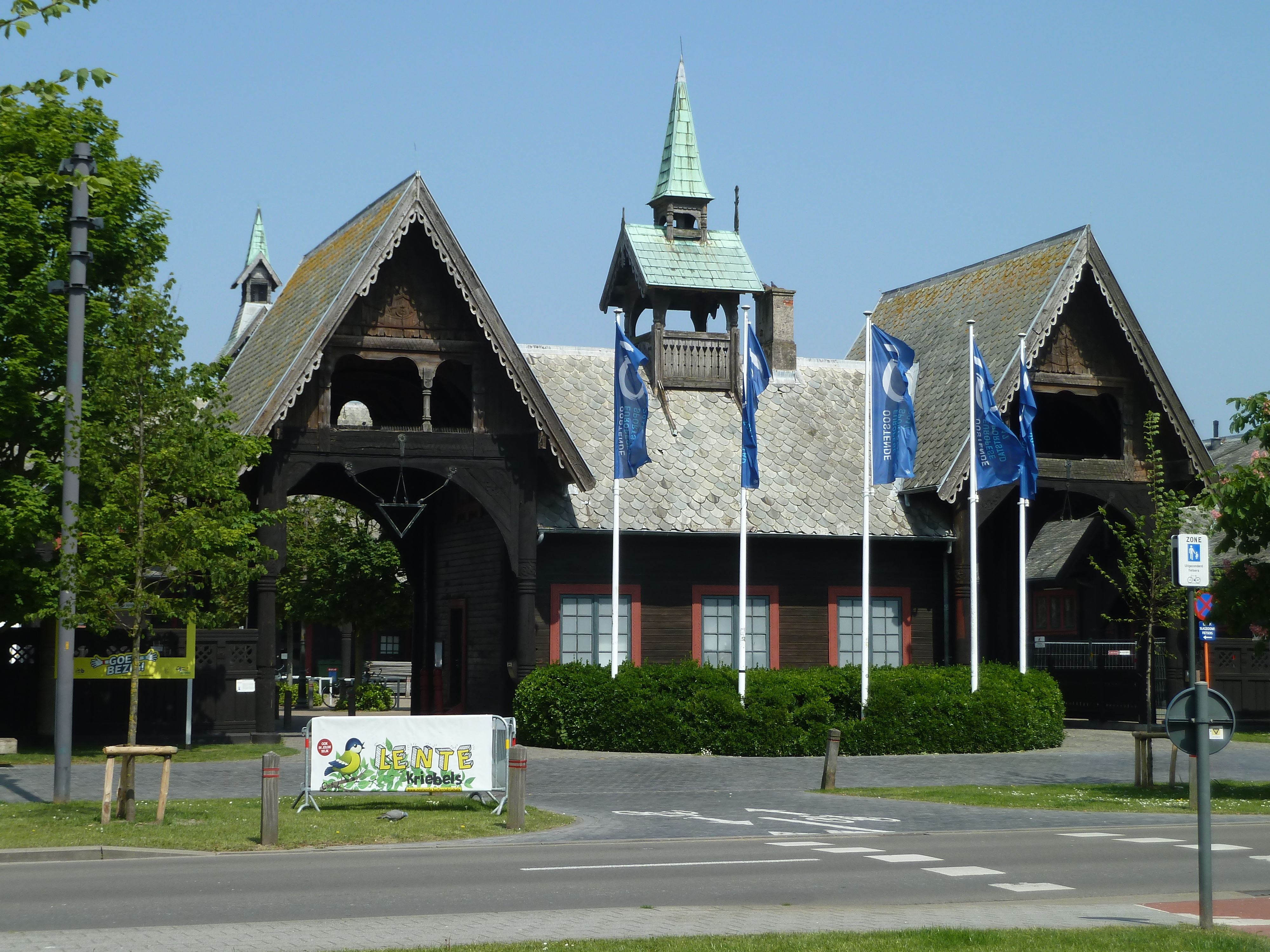
Koninklijke stallingen, Oostende

Finn Ivar Andreas Knudsen (Kristiania, 23 november 1864 - Oslo, 23 januari 1911) was een Noors architect. Hij ontwierp voornamelijk in een nationaal-romantische stijl, met veel gebruik van hout.

## Loopbaan
Knudsen werd opgeleid aan de tekenacademie van zijn geboorteplaats Kristiania, verliet die zonder diploma en studeerde een jaar aan de Königliche Technische Hochschule in Berlijn. Hij werkte in verschillende architectenateliers, onder meer aan de heropbouw van Skien na de stadsbrand van 1886. Daarna werkte hij vanaf 1890 in Orkanger voor de firma M. Thams & Co, die houten prefabconstructies realiseerde tot ver in het buitenland. De energieke bedrijfsleider Christian Thams was architect van opleiding. Met en voor hem herbouwde Knudsen het familiekasteel Bårdshaug in romantische stijl en ontwierp hij het jachthuis Fjeldheim, alsook de zes treinstations op de Thamshavnbanen. Ondertussen was hij in 1897 teruggekeerd naar Kristiania om er leraar en bouwinspecteur te worden. In 1901-1902 tekende hij enkele stations op de Hovedbanen (Bryn, Alna en Strømmen).
Internationaal was Knudsen actief met het Noorse paviljoen op de Wereldtentoonstelling van 1900 in Parijs. Via Thams, die Belgisch consul was, kwam hij in contact met koning Leopold II van België. De twee Noren leverden houten interieurelementen voor de Onze-Lieve-Vrouw van Laken (1899). Ze bouwden ook de Koninklijke zomerresidentie in Oostende (1903), de Koninklijke stallingen (1904) en de Koninklijke Chalet (1906) in Raversijde (vernield in de Eerste Wereldoorlog). Datzelfde jaar realiseerden ze voorts de chalet in de tuin van het Koninklijk Paleis (nu Brederodestraat), van waaruit de Onafhankelijke Congostaat werd bestuurd. In 1910 ontwierp Knudsen het Noorse paviljoen in "boerenrococo" en een jachthut voor de Internationale Jagd-Ausstellung in Wenen. Het volgende jaar overleed hij.